# Canthonella amazonica
Canthonella amazonica là một loài bọ cánh cứng trong họ Bọ hung (Scarabaeidae).